# Ikram Sukat
Ikram Sukat –en árabe, إكرام سكات– (7 de enero de 1997) es una deportista marroquí que compite en judo. Ganó una medalla de bronce en el Campeonato Africano de Judo de 2017 en la categoría de –52 kg.

## Palmarés internacional
| Campeonato Africano | Campeonato Africano       | Campeonato Africano | Campeonato Africano |
| Año                 | Lugar                     | Medalla             | Categoría           |
| ------------------- | ------------------------- | ------------------- | ------------------- |
| 2017                | Antananarivo (Madagascar) | Medalla de bronce   | –52 kg              |